# Cratere Perrotin
Perrotin  è un cratere sulla superficie di Marte.